# François-Louis Fleck
Pour les articles homonymes, voir Fleck.
François-Louis (Franz-Ludwig) Fleck, né le 8 février 1824 à Niederbronn-les-Bains (Alsace) et mort le 28 octobre 1899 à Metz, est ordonné évêque le 25 juillet 1881. Il est le centième évêque de Metz de 1886 à 1899.

## Biographie
Il est ordonné le 17 juin 1848 pour le diocèse de Metz. 
Son premier ministère est la paroisse de Boulay-Moselle, puis il est aumônier au pensionnat de jeunes filles à Rustroff, et enfin curé à Valmont. Plus tard, il est curé de Bouzonville puis curé de l'église Saint-Martin de Metz, paroisse du centre-ville. 
Nommé évêque coadjuteur de Metz le 13 mai 1881, il est sacré le 25 juillet suivant par Paul-Georges-Marie Dupont des Loges, évêque de Metz, assisté de prélats français :  Joseph-Alfred Foulon, évêque de Nancy et Toul et Augustin Hacquard, évêque de Verdun. Aucun évêque allemand n'a été convié à la cérémonie.
Il consacre l'église Saint-Martin de Hayange en 1884. Il devient évêque de Metz en 1886. Il meurt à Metz le 27 octobre 1899. Après de longs mois de discussion, un bénédictin allemand, l'abbé Willibrord Benzler, lui succède.

## Succession apostolique
François-Louis Fleck a ordonné les évêques suivants :
- Archevêque Adolf Fritzen (1891)
- Évêque Charles Marbach (de) (1891)

## Galerie photographique

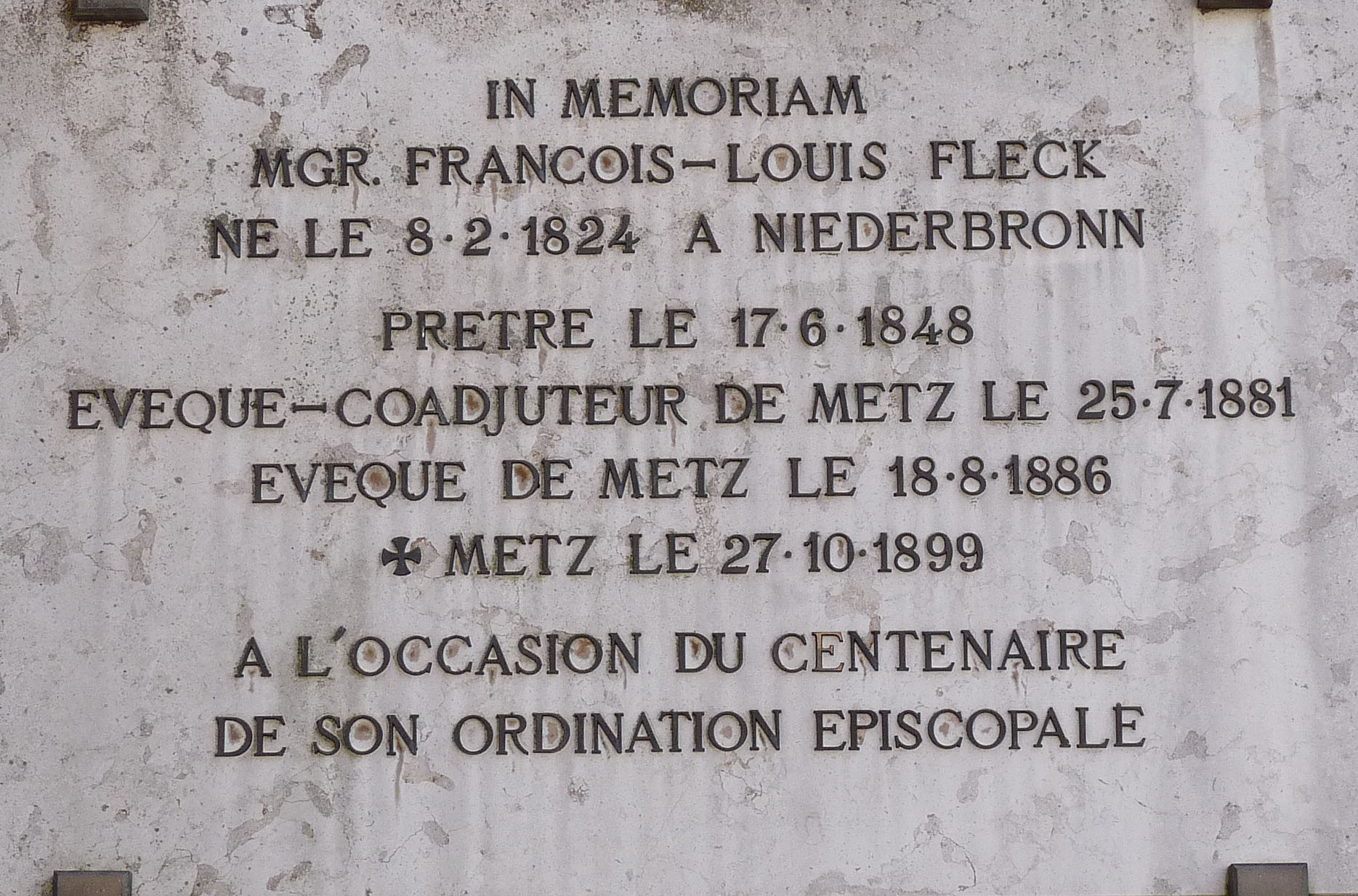
Plaque commémorative à l'église Saint-Martin de Niederbronn.
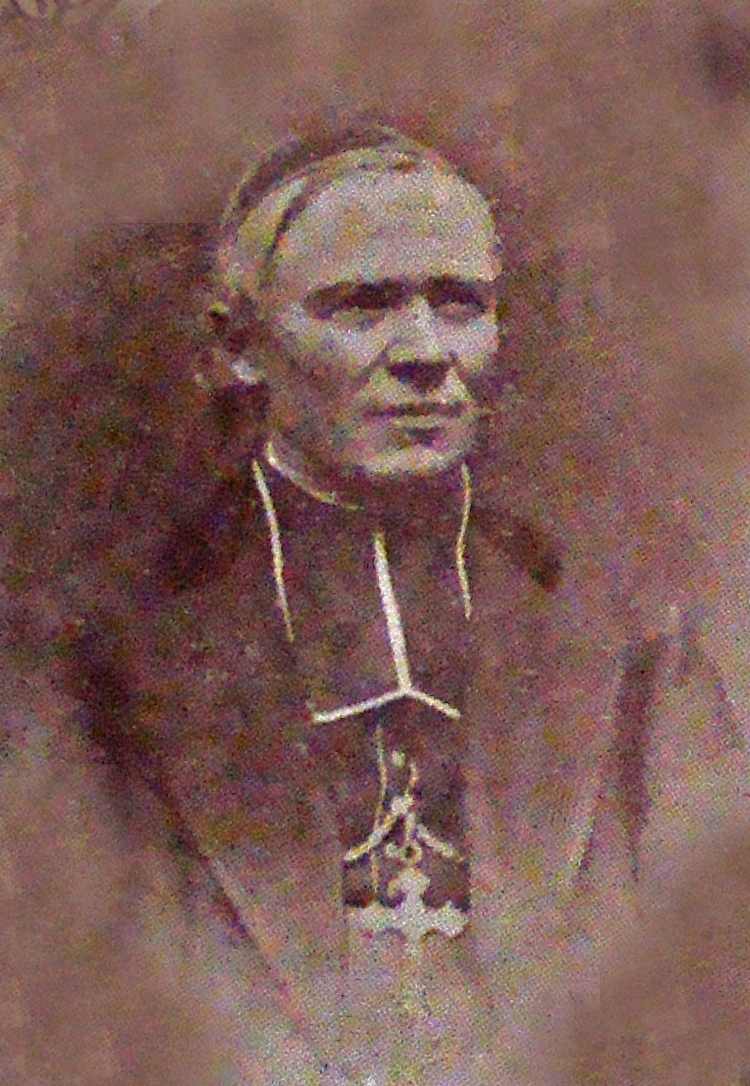
François-Louis Fleck, évêque de Metz (1886).